# MF 77 sorozat
Az MF 77 sorozat a Párizsi metró egyik acélkerekű metrószerelvény-sorozata. Az Alstom, a CEM-Oerlikon, a Creusot-Loire, a ANF-Industry és a Jeumont-Schneider gyártotta két sorozatban. Az első sorozat 1978 és 1982 között, míg a második sorozat 1985 és 1986 között készült el. Összesen 197 ötkocsis szerelvény készült, melyek a párizsi metró 7-es, 8-as és 13-as vonalán közlekednek.

## Képek

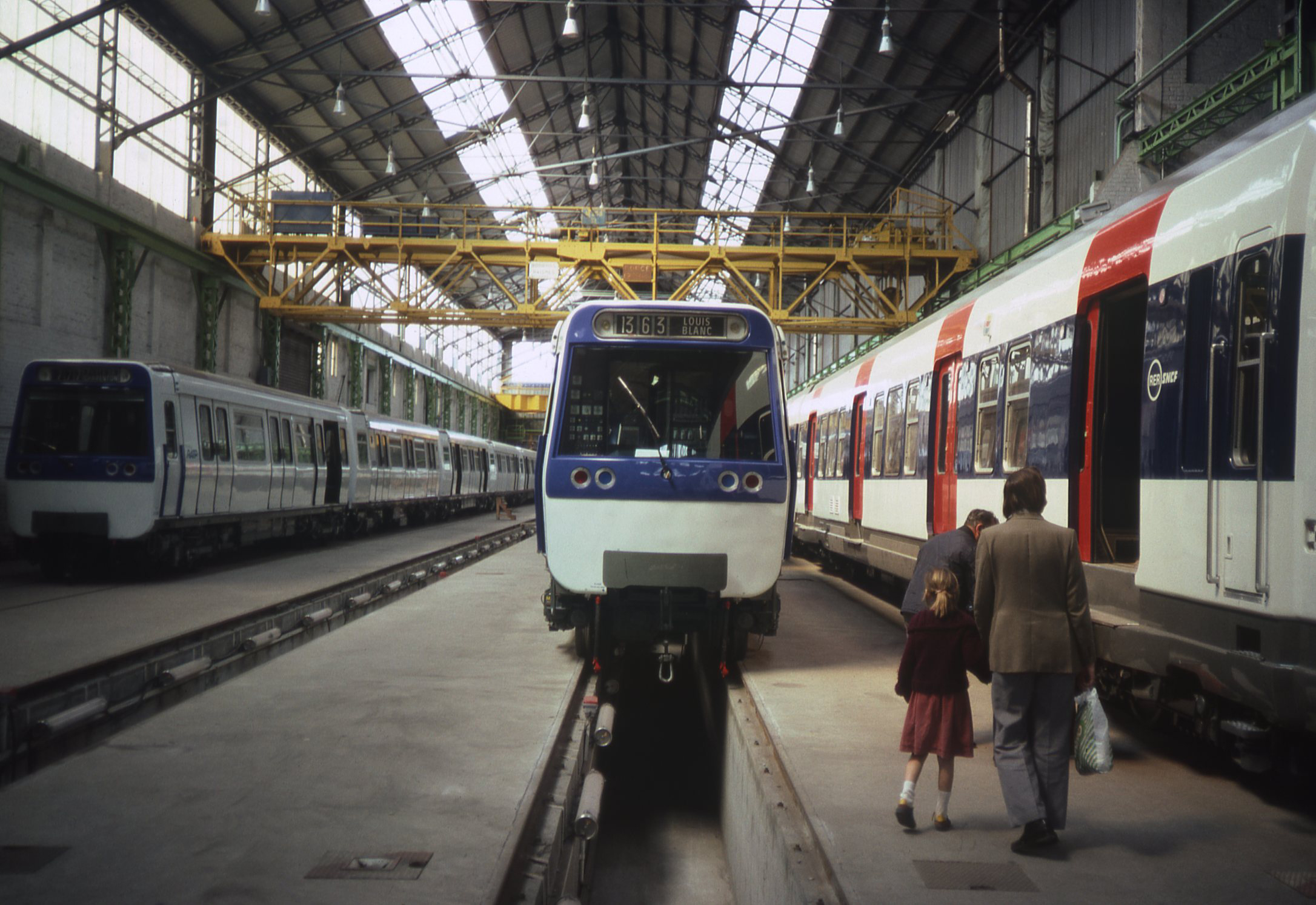
Az új szerelvény 1982-ben
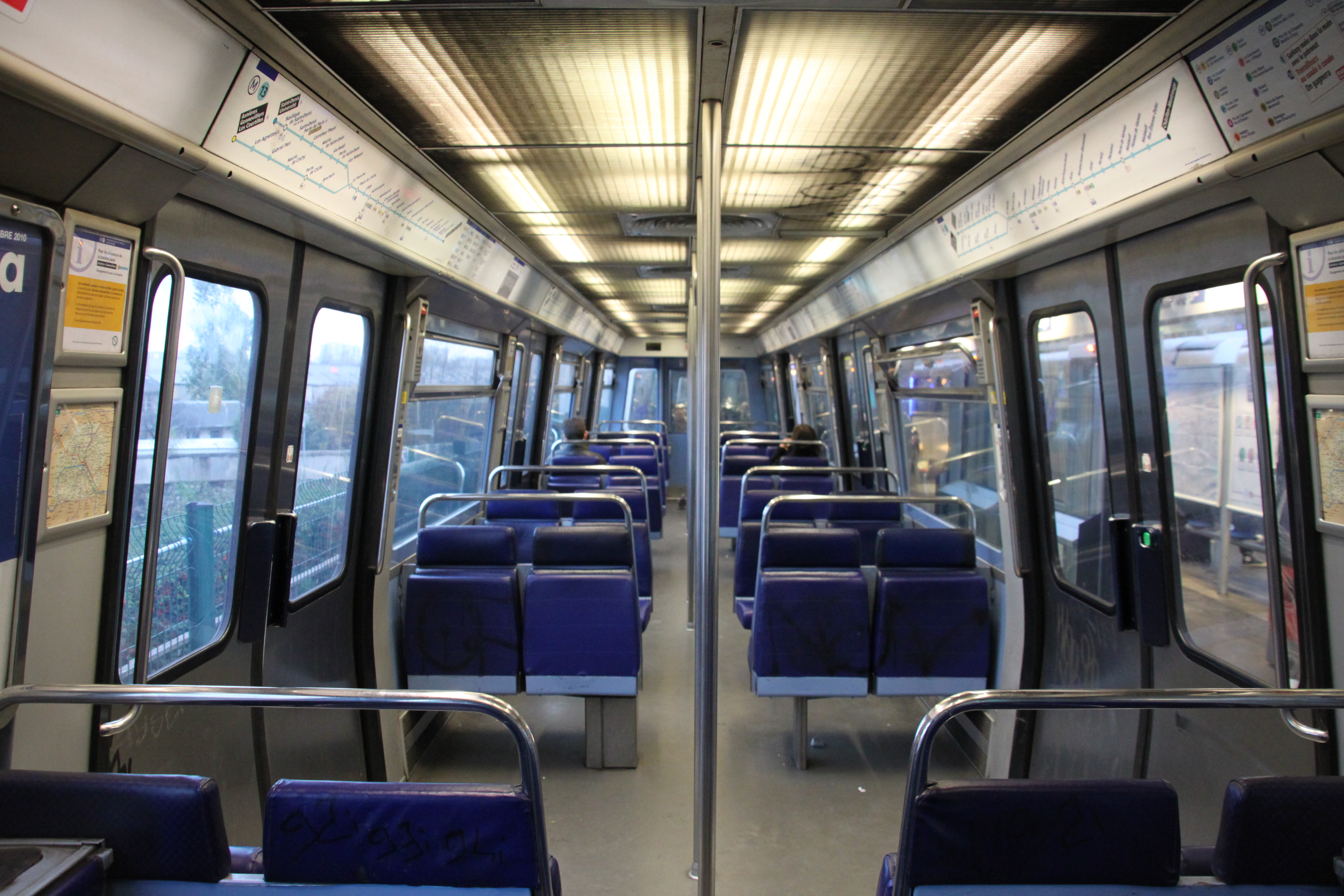
Eredeti utastér
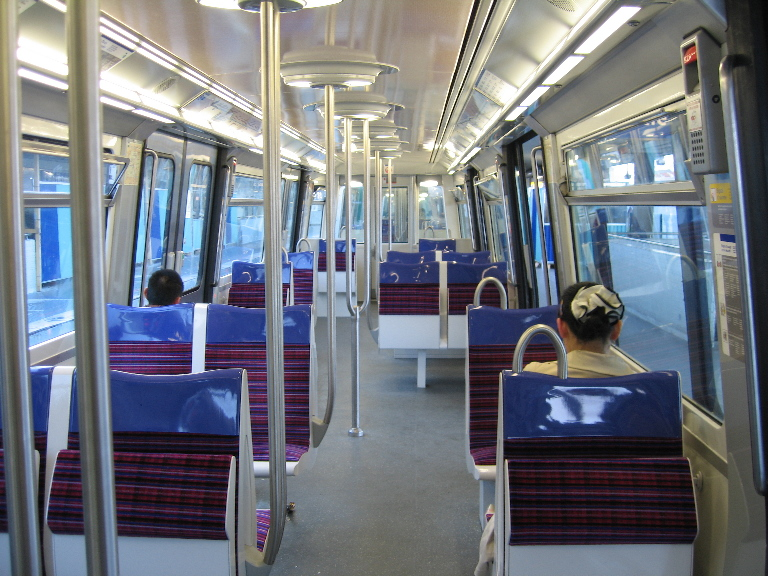
Felújított utastér
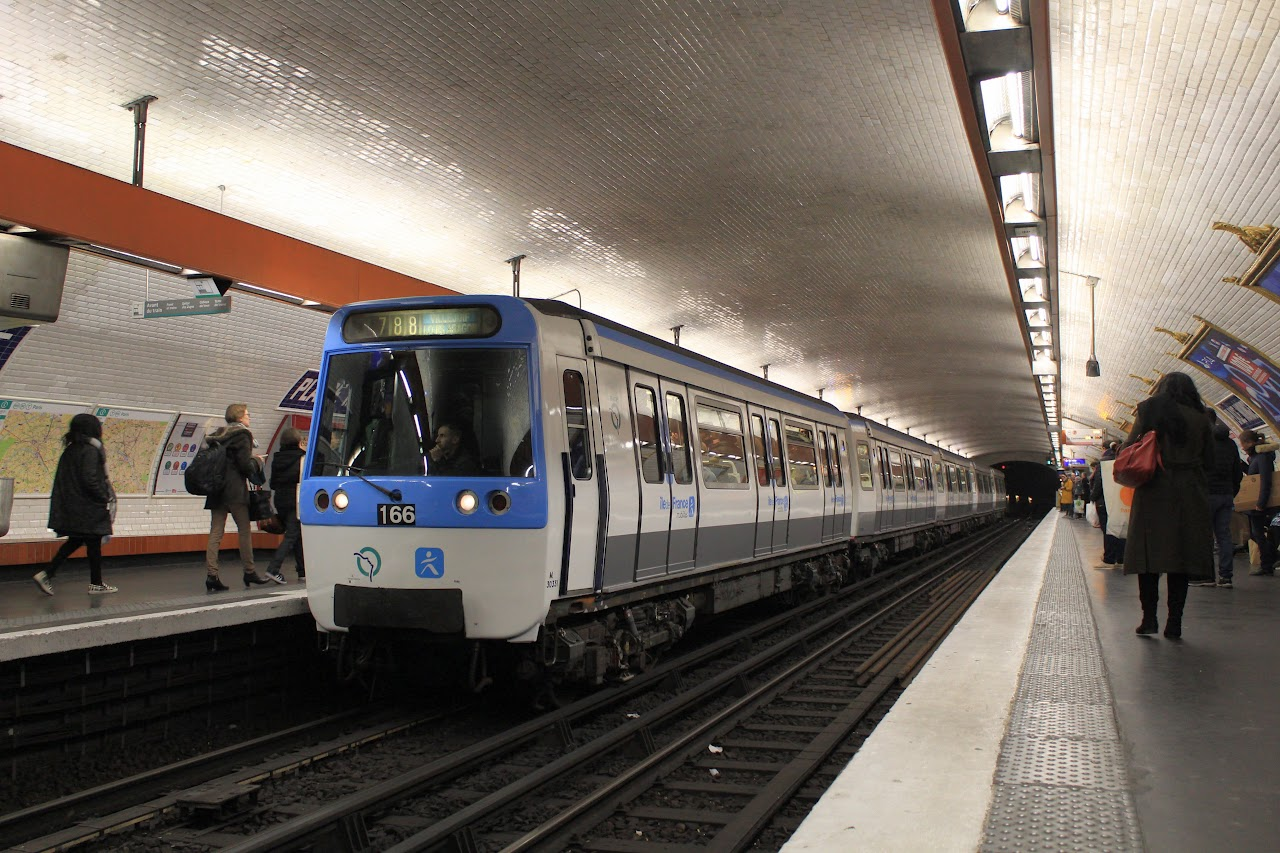
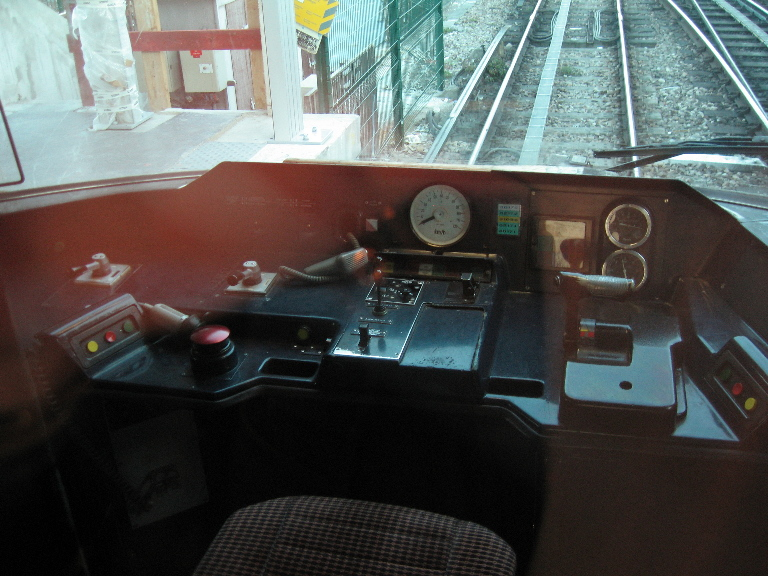
Eredeti vezetőállás
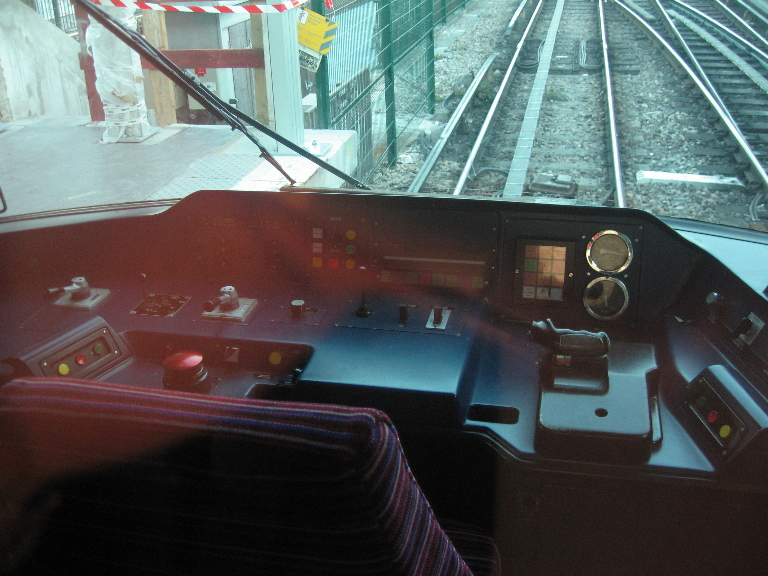
Felújított vezetőállás